# Bez śladu (powieść)
Bez śladu (tyt. oryg. Fade Away) – amerykańska powieść sensacyjna z 1996 r., autorstwa Harlana Cobena. Trzecia powieść, w której głównym bohaterem jest Myron Bolitar, były koszykarz i agent sportowy w jednej osobie. Polskie wydanie, w tłumaczeniu Zbigniewa Królickiego wydała oficyna „Albatros” w 2006 r.

## Fabuła
Myron Bolitar dostaje propozycję zagrania w drużynie NBA New Jersey Dragons w zamian za odnalezienie zaginionej gwiazdy drużyny – Grega Downinga. Greg jest długoletnim rywalem Myrona i mężem jego pierwszej miłości – Emily. W zadaniu tym jak zwykle pomagają mu Win Lockwood i Esperanza Diaz.

## Wyróżnienia
- Nagroda im. Edgara Allana Poe (1997)[4]
- Nominacja do Anthony Award (1997)[5]
- Nagroda Shamus Award (1997)[6]